# Imma Villa
Imma Villa (Napoli, 24 febbraio 1964) è un'attrice italiana.

## Biografia
Comincia a lavorare in teatro a 12 anni accanto al padre, l'attore e scrittore napoletano Geppino Villa e l'attore Gianni Crosio. Dopo una lunga serie di esperienze nel teatro dialettale, incontra il regista Carlo Cerciello e Pierpaolo Roselli e con loro fonda, nel 1996, il Teatro Elicantropo di Napoli. di cui è anche condirettrice artistica.
- Le scelte teatrali di Imma Villa – Premio della Critica 2014 per l’interpretazione de La Madre di Bertolt Brecht- si sono sempre distinte per la complessità e la profondità dei ruoli femminili affrontati, in cui la denuncia e/o la coscienza politica dell’”esser donna” è stato ed è tratto distintivo del personaggio interpretato ed elemento discriminante all’interno della drammaturgia rappresentata. Un percorso di dedizione e di studio intenso e meticoloso, mai casuale, che l’ha portata a confrontarsi con autori come Brecht, Muller, Bernhard, Seneca, Mayorga, Moscato, Ruccello. -

## Teatro
- A sudd di Paperone  di Peppe Lanzetta adattamento e regia Carlo Cerciello, (1995)
- Il Padre, il sorcio e lo spirito santo  di Giuseppe Rocca regia Giuseppe Rocca, (1995)
- Delizie e misteri napoletani  regia Armando Pugliese, (1995)
- La confessione (monologo Libertà di Alberto Bassetti) regia Walter Manfré, (1996)
- Di Pentidattilo storia e leggenda di Beatrice Monroy, regia Walter Manfré, (1996)
- Il Viaggio (episodio LENA di Francesco Silvestri) regia Walter Manfré, (1996)
- La Scandalosa da testi di Giovanni de la Carrettola scritto e diretto da Carlo Cerciello, (1997)
- Portraits Napolitan di Francesco Silvestri, regia Francesco Silvestri, (1997)
- Il vizio del cielo di Valeria Moretti regia Walter Manfré, (1998)
- La pelle di Curzio Malaparte, regia Armando Pugliese, (1998)
- Nessuno ti sente - tratto da Extremities di W.Mastrosimone regia Carlo Cerciello(1998)
- Il contagio dal romanzo Cecità di Josè Saramago regia Carlo Cerciello (1999)
- Sona sona  di G.Rocca musiche originali A.Sinagra regia Bruno Garofalo(1999)
- Quartett di Heiner Muller regia Carlo Cerciello(2000)
- Manipolazioni  di Carolina Sellitto regia Carlo Cerciello(2001)
- Parassiti di Marius von Mayenburg regia Tito Piscitelli (2001)
- Malacarne di Fortunato Calvino regia Carlo Cerciello, (2002)
- Stanza 101 - dal romanzo 1984 di George Orwell progetto e regia Carlo Cerciello, (2002)
- Girotondo di Arthur Schnitzler regia Carlo Cerciello, (2003)
- Guappo di cartone di Raffaele Viviani, regia Carlo Cerciello, (2003)
- Via delle oche di Carlo Lucarelli regia Carlo Cerciello, (2003)
- Italietta testi di Pier Paolo Pasolini progetto e regia Carlo Cerciello, (2004)
- ‘O Scarfalietto adattamento di Eduardo De Filippo regia Armando Pugliese, (2005)
- Macbeth di William Shakespeare regia Carlo Cerciello, (2006)
- Zingari di Raffaele Viviani regia Davide Iodice, (2006)
- Chantecler di Edmond Rostand, traduzione di Enzo Moscato regia Armando Pugliese, (2007)
- Terrore e Miseria del Terzo Reich di Bertolt Brecht regia Carlo Cerciello, (2007)
- Miseria e Nobiltà  di Eduardo Scarpetta regia Armando Pugliese, (2008)
- Ecuba  di Euripide, regia Carlo Cerciello, (2009)
- Quattro mamme scelte a caso (monologo LA POCALISSE di M.Palmese) regia Roberto Azzurro, (2010)
- Il presidente di Thomas Bernhard regia Carlo Cerciello, (2011)
- La madre di Bertolt Brecht regia Carlo Cerciello, (2012)
- L’abito nuovo - novella di L.Pirandello (adatt. E.De Filippo) regia Francesco Saponaro, (2014)
- Scannasurice  di Enzo Moscato regia Carlo Cerciello, (2015)
- In memoria di una signora amica di Giuseppe Patroni Griffi regia Francesco Saponaro, (2015)
- Fedra di Lucio Anneo Seneca regia Carlo Cerciello, (2016)
- Regina Madre di Manlio Santanelli, regia di Carlo Cerciello, (2018)
- Erodiade, di Giovanni Testori, regia di Carlo Cerciello, (2019)
- Eternapoli, di Giuseppe Montesano, (2020) con Imma Villa e Toni Servillo
- Piazza degli Eroi di Thomas Bernhard, regia di Roberto Andò (2020)

## Filmografia

### Cinema
- Rose e pistole (1997) regia Carla Apuzzo
- Il Resto di niente (2002) dal romanzo omonimo di Enzo Striano regia Antonietta De Lillo
- Certi bambini (2003) dal romanzo di Diego De Silva regia Andrea e Antonio Frazzi
- La guerra di Mario (2004) regia Antonio Capuano
- Il bambino nascosto (2021) regia Roberto Andò
- Come pecore in mezzo ai lupi (2023) regia Lyda Patitucci
- Sei fratelli, regia di Simone Godano (2024)

### Cortometraggi
- Angeli Dark (2007)
- Fuori uso (2008)
- Misteriosofica fine di una discesa agli inferi (2016)

### Televisione
- La squadra - serie televisiva (2000-2003)
- Angela, regia di Andrea e Antonio Frazzi - film TV (2005)
- L'amica geniale - serie TV (2018-2022)
- Avetrana - Qui non è Hollywood, regia di Pippo Mezzapesa - miniserie TV (2024)

## Riconoscimenti
- 1997 – Premio Girulà – miglior attrice giovane ne La Scandalosa progetto e regia C.Cerciello
- 2007 – Premio Girulà – miglior attrice protagonista in Chantecler di E.Rostand – trad. E.Moscato – regia A.Pugliese
- 2013 – Premio Antonio Landieri miglior attrice protagonista ne La madre di B.Brecht – regia C.Cerciello
- 2013 – ASS. NAZ. CRITICI DI TEATRO per il suo percorso e per la sua interpretazione ne La madre di B.Brecht – regia C.Cerciello
- 2015 – ASS. NAZ. CRITICI DI TEATRO miglior spettacolo dell’anno Scannasurice di E.Moscato – regia C.Cerciello
- 2015 – Premio Nazionale Annibale Ruccello per il suo percorso artistico e per lo spettacolo Scannasurice di E.Moscato – regia C.Cerciello